# Moorversuchsstation
Eine Moorversuchsstation, auch Moorforschungs- oder Moorkulturstation, -anstalt  oder -institut genannt, ist eine agrarwissenschaftliche Forschungseinrichtung, die sich mit Mooren und deren Nutzung durch den Menschen beschäftigen. Diese Stationen untersuchen experimentell die biologischen, hydrologischen und bodenmechanischen Vorgänge im Moor und erarbeiten auf Basis der Ergebnisse Methoden zur effektiveren Bewirtschaftung, etwa zur Kultivierung und Kolonisierung aber auch zur Gewinnung von Torf als Brennstoff und Dünger.
In Mitteleuropa entstanden Moorversuchsstationen insbesondere im späten 19. und frühen 20. Jahrhundert, als im Zuge der Industrialisierung und des damit einhergehenden Bevölkerungswachstums der Bedarf an Nutzfläche für Landwirtschaft und Besiedlung und an Brennstoff für die Energieversorgung stark anwuchs. In einigen Ländern, insbesondere solchen mit ausgedehnten Moorflächen in Nord- und Osteuropa (Skandinavien, Baltikum, …), werden einige solche Stationen bis heute unterhalten.

## Liste
In der Vergangenheit und Gegenwart bekannte Moorversuchsstationen sind u. a.:
In Deutschland:
- Moorversuchsstation Bremen (Bremen): Bedeutendste Station im deutschen Sprachraum, gegründet 1876, existiert bis heute als Bodentechnologisches Institut
- Moorversuchsstation Königsmoor (Niedersachsen), Ableger der Station Bremen
- Moorkulturstation Karlshuld (Bayern), gegründet 1895
- Moorkulturstation Erdingermoos (Bayern)
- Moorkulturstation Bernau (Bayern)
- Moorkulturstation Puchheim (Dachauer Moos, Bayern)
- Moorversuchsstation Landstuhl (Westpfälzische Moorniederung, Rheinland-Pfalz)
- Moorversuchsstation Sigmaringen (Station des Wasserwirtschaftsamtes, Pfrunger-Burgweiler Ried, Baden-Württemberg)
- Moorversuchsstation Klein Markow (Jördenstorf, Mecklenburg-Vorpommern), Station der Universität Rostock, gegründet 1994
- Moorversuchsstation Heinrichswalde (Mecklenburg-Vorpommern), Versuchsstation der Akademie der Landwirtschaftswissenschaften der DDR, gegründet 1977
- Institut für Grünland und Moorforschung Paulinenaue (Havelländisches Luch, Brandenburg)

In anderen Ländern:
- Moorversuchs-/-kulturstation Sebastiansberg (Erzgebirge, heute Hora Svatého Šebestiána, Tschechien)
- Moorversuchsstation Neu-Hammerstein (damals Ostpommern, heute Wicko, Polen)
- Moorforschungsinstitut Neydharting (Neydhartinger Moor, Österreich)
- Moorversuchsstation Tooma (Estland)
- Moorversuchsstation Jönköping (Schweden)
- Moorversuchsstation Minsk (Russland)
- Moorversuchsstation Nowgorod (Russland)